# 蔡季襄
蔡季襄（1898年—1980年），湖南长沙人，中华人民共和国文物收藏家、考古学家。

## 生平
青少年时代曾做过学徒、店员、职员。1936年至1944年，在长沙、上海从事古董经营。1945年，任长沙《小春秋》晚报副刊编辑。1944年，托其子蔡修焕对其曾经手的长沙子弹库楚帛书进行临摹，成为楚帛书最早最原始的摹本。1949年，先后在省文物管理委员会和省博物馆工作，主要从事文物鉴定。

## 著作
1949年，蔡季襄著《晚周缯书考证》石印本印行，对帛书文字进行了考释。